# Wade Helliwell
Wade Helliwell, né le 10 mai 1978, à Melbourne, en Australie, est un ancien joueur australien de basket-ball. Il évolue durant sa carrière au poste de pivot.

## Palmarès
- Champion d'Océanie 2005, 2007